# Nontronit

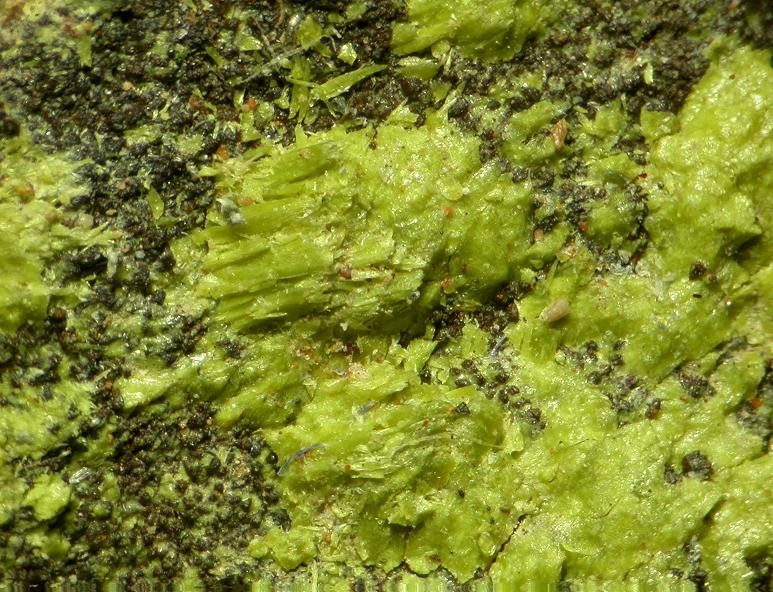

Nontronit, montmorillonit żelazowy – minerał z grupy minerałów ilastych. Należy do grupy minerałów pospolitych i szeroko rozpowszechnionych. 
Nazwa pochodzi od  miejscowości Nontron we Francji.

## Charakterystyka

### Właściwości
Zazwyczaj tworzy  drobne kryształy o pokroju łuseczkowatym lub płytkowym.
Występuje w skupieniach ziemistych, zbitych, łuseczkowatych. Rozpuszcza się w HCl, wytrącając osad. Jest izomorficzny z montmorillonitem.

### Występowanie
Powstaje w procesie hydrotermalnego przeobrażenia krzemianów, powstałych w wyniku wietrzenia bazaltów, kimberlittów i innych skał ultramaficznych, w słabo drenowanych glebach wzbogaconych w popioły wulkaniczne. Minerały współwystępujące: kwarc, opal, hornblenda, pirokseny, oliwin, miki, kaolinit. 
Miejsca występowania:
- na świecie:  Francja - Nontron, Norwegia, Szwecja, Rosja, Niemcy – St Andreasberg, Heppenheim,  Madagaskar, Australia, USA, Meksyk.

- w Polsce: na Dolnym Śląsku; Kowary; Świeradów-Zdrój i Zakrzów koło Kamieńca Ząbkowickiego, Strzegom. Zakrzów (powiat ząbkowicki)

### Zastosowanie
- kamień kolekcjonerski,
- interesuje naukowców.